# Nothrus praeoccupatus
Nothrus praeoccupatus är en kvalsterart som beskrevs av Subías 2004. Nothrus praeoccupatus ingår i släktet Nothrus och familjen Nothridae. Inga underarter finns listade i Catalogue of Life.